# 팬택 베가 R3
팬택 베가 R3(Pantech VEGA R3, IM-A850S/K/L)는 팬택에서 출시한 패블릿 스마트폰이다. 시리즈 이름이 SKY에서 VEGA로 바뀐 이후 출시한 최초의 스마트폰이며, 삼성 갤럭시 노트2와 LG 옵티머스 G의 경쟁작이다.

## 기능

### 베스트 페이스
베스트 페이스샷이라고도 하며,촬영 대상의 얼굴을 인식해 가장 좋은 얼굴을 여러장 찍어 선택하게 해주는 기능이다.

### 텍스트 액션
메시지 작성, 전화걸기, 전화부에 저장, 검색, 일정추가, 노트 작성, 간단한 계산, 뮤직 실행까지 이 모든 기능을 필기 인식으로 명령하고 빠르게 실행할 수 있다.

### 미니 윈도우
팬택만의 멀티태스킹 기능으로 베가 넘버 6에서는 이 창을 여러개 띄울 수 있는 멀티 미니 윈도우로 발전했다. 뮤직, T-DMB, 동영상, 노트패드, 전자사전, 스케치 애플리케이션을 지원한다.

### 감정인식 메시지
문자메시지를 보내면 문자메시지 안의 문구에 따라 말풍선 버블이 변경된다.

### 캔버스 톡
상대방과 1:1로 그림 및 사진 위에 그림을 그리면서 공유 가능한 기능이다.
Play 스토어에서도 다운로드 가능하다.

### 초고속 충전
동일한 크기인 갤럭시 노트보다 100mAh 많은 2600mAh의 배터리임에도 전압량 2.0A의 초고속충전을 지원에 1시간 40분만에 완충이 가능하다.

### 심플 모드
스마트 폰을 쉽게 사용할 수 있도록 만든 모드이다.

### Cloud Live
'통합 매니지먼트'를 이용해 내 스마트폰과 웹, PC에서 모든콘텐츠를 한번에 관리할 수 있는 기능이다.

### Media Live
스마트폰에 저장된 사진, 동영상 등을 스마트폰, PC, 노트북, 태블릿으로 마음대로 옮겨 실행할 수 있다.

### 스마트 보이스
메시지 작성, 전화 걸기, 인터넷 검색, 음악 재생, SNS 업데이트, 애플리케이션 실행, 날씨 확인, 연락처 검색, 지도 검색, 일정 추가, 이메일 작성, 알람 설정, 노트 작성까지 음성으로 명령하고 실행할 수 있다.

## 운영 체제/소프트웨어

### 안드로이드 4.1.2 젤리빈
2013년 2월 14일, 안드로이드 4.1.2 젤리빈 업그레이드가 완료되었다.

### 안드로이드 4.4.2 킷캣
2014년 10월 22일, 안드로이드 4.4.2 킷캣 업그레이드가 완료되었다

## 색상
- 블랙
- 화이트

## 경쟁 기종
- 삼성 갤럭시 노트 2
- LG 옵티머스 G
- 애플 아이폰 5